# Maripá de Minas
Maripá de Minas là một đô thị thuộc bang Minas Gerais, Brasil. Đô thị này có diện tích 77,736 km², dân số năm 2007 là 2827 người, mật độ 36,3 người/km².